# 独立混成第55旅団 (日本軍)
独立混成第55旅団（どくりつこんせいだい55りょだん、独立混成第五十五旅団）は、大日本帝国陸軍の旅団。第14方面軍隷下。

## 概要
昭和19年6月に中部軍管区で仮編成され、7月にルソン島で編成完結した。10月に南部フィリピン・スールー諸島のホロ島に進出し、陣地構築や治安維持に従事した。翌20年4月に米軍の上陸を迎え、米軍やモロ族との交戦で甚大な被害を出しつつ終戦を迎えた。

## 沿革

### 旅団の編成
昭和19年5月に米軍が西部ニューギニアのビアク島に来攻し、6月に海上機動第2旅団のビアク突入が失敗した頃から、大本営は小三角地帯（ソロン、ハルマヘラ島、セラム島を結ぶ三角地帯）から比島－ボルネオの線までの縦深戦備強化を真剣に検討し始めた。そして、既に比島にあった独立混成旅団4個（独立混成第30～33旅団）をそれぞれ師団（第100、102、103、105師団）に改編するとともに、セレベス海域周辺のミンダナオ島ザンボアンガ地区、スールー諸島、ボルネオ島北東部、セレベス島メナド地区に、それぞれ独立混成第54、55、56、57旅団の4個旅団を編成配置することとした。
そうした中で、スールー諸島の防衛を担当することが予定された独立混成第55旅団は、昭和19年6月15日、中部軍管区で召集された将兵をもって仮編成された。そして、7月3日に門司港を出港し、同15日にマニラ到着。23日に編成完結し、24日にマニラを出発、旅団司令部と麾下の独立歩兵第363大隊、独立歩兵第364大隊はルソン島中部のカバナツアンに、独立歩兵第365大隊はムニオスに派遣され、警備任務に就いた。

### ホロ島への進出
ルソン島の守備を重視し、増派兵団のさらなる前送に否定的だった第14方面軍司令官・黒田重徳中将の下で、旅団はしばらくルソン島で陣地構築に従事したが、米軍のハルマヘラ方面への来攻が本格的に予想されるようになった8月下旬、南方軍から第14方面軍への強い指導により、旅団主力はスールー諸島のホロ島に、1個大隊はミンダナオ島ザンボアンガに進出することとなった。そして、ルソン島中部に分駐したばかりの旅団は、再度マニラへの集結を命ぜられ、9月6日、旅団主力は輸送船慶安丸に乗船しマニラを出港した。しかし同12日、慶安丸はセブ島東方海上で敵戦爆連合編隊の急襲を受けて撃沈され、将兵は泳いでセブ島リロアン海岸に上陸した。その後、旅団はセブ島でも空襲により多大な被害を受け、9月末時点でも旅団全部がセブ島で再編中だった。
しかし10月1日、旅団はホロ島への前進を命じられ、独立歩兵第364大隊を除く旅団主力は同2日にセブ島を出発、4日に無事ホロ島に到着した。一方、第364大隊は、ホロ島に向かう旅団主力から分離し、ミンダナオ島ザンボアンガに転進予定の独立混成第54旅団に配属されて、同島北部のミサミス地峡に進出することになった。ミンダナオ島に渡航するための船舶の都合がつかず、大隊は10月下旬までセブ島で待機し続けていたが、10月20日、米軍がレイテ島への上陸を開始した。このため、大隊は急きょレイテ島の戦いに投入されることとなり、第102師団、歩兵第41連隊などの部隊とともにレイテ島北部の山岳地帯で敢闘したが、その後玉砕した（詳細は独立歩兵第364大隊の項目を参照）。

### ホロ島での警備
ホロ島に到着した旅団主力は、独立歩兵第363大隊の3個中隊を西地区部隊としてツマンタンガス山方面に、第365大隊を東地区部隊として飛行場方面に、旅団司令部と第363大隊の1個中隊をダホ山方面に配置し、陣地構築を行った。合わせてゲリラに対する討伐を行ったが、ホロ島に先住するモロ族からの襲撃を繰り返し受け、好戦的かつ戦闘上手なモロ族の前に戦死傷者が続出した。
これについて、旅団砲兵隊に所属していた藤岡明義兵長は以下の証言を残している。
こうしたモロ族との交戦を行いつつ、旅団は陣地構築と教育訓練を続け、昭和20年4月9日の米軍上陸を迎えた。米軍上陸時にホロ島に在島していた日本軍兵力は、独立混成第55旅団主力（約2,850名）、軍無線1個分隊（16名）、憲兵（30名）、航測小隊（30名）、海軍陸戦隊（300名）、同基地隊（100名）、同施設部（100名）の、合計約3,425名だった。

### ホロ島の戦い

#### 米軍の上陸
昭和20年4月9日朝、米軍はホロ島の飛行場方面に上陸を開始した。そして同11日夕方までに、飛行場地区とホロ市街を占領した。飛行場付近を守備していた独立歩兵第365大隊の第2中隊、第3中隊は玉砕し、大隊主力も激戦を行いつつ玉砕を期していたが、旅団参謀から持久を期すべき旨の要請があり、大隊長以下の残存兵力は、第363大隊主力が布陣するツマンタンガス山方面に転進した。また、飛行場南方のダホ山に所在した旅団司令部と第363大隊の第1中隊は、4月15日から米軍の攻撃を受けた。旅団長は同21日にダホ山を脱出し、25日にツマンタンガス山に到着した。

#### ツマンタンガス山の戦い
ツマンタンガス山の第363大隊主力も、4月17日から米軍の攻撃を受け始めた。大隊は防戦を続けた後、5月12日にツマンタンガス山中腹に後退した。同18日、旅団は編成替えを行い、本部、第363大隊、第365大隊の3グループに分かれて、それぞれ随意の判断により遊撃戦に移ることとなった。この頃、第363大隊では糧食が全く尽き、栄養失調者が続出する状態となっていた。
その後、米軍の攻撃は一時緩慢になり、旅団将兵はツマンタンガス山北西方面に集まり食料収集に努めたが、7月下旬から再び敵の攻勢が活発化した。これに抗しきれなくなった旅団は、7月27日、残存兵力約1,500名を再び3つの梯団に分け、東方約20kmのシノマン山を目指すことになった。すなわち、第365大隊は北縦隊となり、ダット山を横断して東進。第363大隊は中央縦隊となり、カンガカン山、ダホ山を経て東進。旅団司令部は南縦隊となり、テンバンガを経て東進し、それぞれシノマン山を目指した。

#### シノマン山への転進
しかし、各梯団とも転進の途中で、米軍とモロ族の執拗な攻撃により甚大な被害を出し、旅団長の鈴木鉄三少将も戦没した。このため、旅団の指揮は参謀の武田喜久雄少佐が執った。8月上旬頃に各梯団の将兵はシノマン山南方に逐次到着したが、兵力は激減し、生存者は約100名となっていた。シノマン山到着以降、残存将兵は食料と水を求めてシノマン山中を彷徨したが、その後もモロ族の襲撃と深刻な飢餓に苦しめられ、8月10日に旅団砲兵隊長の清水薫大尉が戦死、同25日に旅団参謀の武田少佐が戦病死するなど、主要将校らの戦没が相次いだ。武田参謀の戦病死により、旅団の指揮は第365大隊長の天明藤吉少佐が執った。

#### 降伏
その後、8月27日から9月4日にかけて、旅団は米軍機から撒布された降伏勧告ビラを複数回入手したが、これを謀略と判断して依然戦闘行動を継続した。9月15日、第14方面軍の田口参謀が軍使として到来し、降伏に関する勅語・軍命令を伝達した。生存していた3名の佐官（第365大隊長の天明少佐、第363大隊長の笠井満少佐、旅団司令部付の井上主計少佐）は、軍使を厳しく取り調べたが、最終的に降伏の事実を信用することとした。そして、16日に生存将兵81名がシノマン山を下り、ホロ市の米軍に収容された。

## 編制
戦史叢書及び独立歩兵第363大隊の部隊史によれば、以下のとおりである。
- 旅団司令部（166名、中部軍全管下）
  - 旅団長　鈴木鉄三 少将（陸士26期）
  - 参謀　　武田喜久雄 少佐（陸士45期）
- 独立歩兵第363大隊（994名、名古屋師管下）
  - 大隊長　笠井満 少佐（陸士51期）
- 独立歩兵第364大隊（大阪師管下）
  - 大隊長　坪川精作 大尉（少候16期）
- 独立歩兵第365大隊（995名、京都師管下）
  - 大隊長　天明藤吉 少佐（少候16期）
- 旅団砲兵隊（362名、中部軍全管下）
  - 長　清水薫 大尉
- 旅団工兵隊（184名、中部軍全管下）
  - 長　須藤進吾 中尉
- 旅団通信隊（178名、中部軍全管下）
  - 長　山品一郎 中尉

## 旅団の装備
比島方面で急速な兵団の増強を行った結果、独立混成旅団からの改編師団4個や、新設の独立混成旅団4個に配備される火砲は決定的に不足した。進攻作戦時に押収した火砲や、コレヒドール要塞の備砲を充てても、師団砲兵隊の砲数は数門、独立混成旅団砲兵隊の砲数は2門程度に限定せざるを得ない状況だった。
独立混成第55旅団砲兵隊も、兵器班がマニラの兵器廠に日参して交渉しても1門の砲も受領することができず、セブ島駐屯時に同島の兵器廠に交渉して、ようやく四一式山砲3門を入手することができた。その後、セブ島での空襲で1門を破損したが、ホロ島到着後、セレベス島に向かう途中で撃沈された輸送船から三八式野砲と弾薬30発を引き揚げ、山砲2門・野砲1門の装備で米軍上陸を迎えることとなった。
また、旅団の各独立歩兵大隊も山砲を保有せず、迫撃砲1門、機関銃8挺、軽機関銃24挺（押収機関銃含む）、重擲弾筒12挺を装備していた。

## 旅団の戦死者・生還者
関連戦記によれば、ホロ島の守備兵力は約6,000名、そのうち生還者は135名とされている。これに対して、上述のとおり、戦史叢書では米軍上陸時のホロ島の守備兵力は約3,425名とされている。両者の兵数に大きな乖離がある理由は不明である。
また、アジア歴史資料センターの史料によれば、旅団の総兵力は3,875名とされている。